# G.722
G.722是1988年由國際電信聯盟（ITU-T）訂定音頻編碼方式，又稱為ITU-T G.722，是第一個用於16KHz採樣率的寬帶語音編碼算法。
G.722使用子帶自適應差分脈衝編碼調製（SB-ADPCM，sub-band adaptive differential pulse code modulation）技術，信號被分為兩個子帶，分別為高頻子帶和低頻子帶，高、低子帶之間以4kHz為界，子帶中的信號都用類似G.721建議的ADPCM進行編碼。G.722採用64, 56和48kbps編碼速率，採樣率为每秒16000個樣本，音頻信號寬帶達7KHz。